# Transatlantyk (film 1931)
Transatlantyk  (ang. Transatlantic) – amerykański film z 1931 roku w reżyserii Williama K. Howarda.

## Obsada
- Edmund Lowe jako Monty Greer
- Lois Moran jako Judy Kramer
- John Halliday jako Henry D. Graham
- Myrna Loy jako Kay Graham
- Jean Hersholt jako Rudolph aka Jed Kramer
- Billy Bevan jako Hodgkins

## Nagrody i nominacje
| Nazwa nagrody | Wygrane                                 | Nominacje    |
| ------------- | --------------------------------------- | ------------ |
| Oscar         | 1932 Najlepsza scenografia Gordon Wiles | 1932 wygrana |